# Marek Ociepka
Marek Ociepka (ur. 14 sierpnia 1952 w Warszawie) – polski dyplomata, ekonomista, funkcjonariusz wywiadu cywilnego i urzędnik państwowy, w latach 2002–2003 podsekretarz stanu w Ministerstwie Finansów.

## Życiorys
Syn pułkownika i działacza komunistycznego Wiesława Ociepki. W 1977 ukończył Szkołę Główną Planowania i Statystyki, odbywał staże zagraniczne w bankach w Oslo i Bejrucie.
Od 1977 do 1978 pracował w Centrum Studenckiego Ruchu Naukowego, potem do 1979 w Przedsiębiorstwie Handlu Zagranicznego „Varimex”. Następnie w latach 1979–1986 zatrudniony w Banku Handlowym w Warszawie i w latach 1986–1991 w Banku Inwestycyjnym w Moskwie. Od 1992 do 1994 zarządzał przedstawicielstwem Banku Przemysłowo-Handlowego w Moskwie. Był następnie dyrektorem generalnym w Ministerstwie Finansów i dyrektorem gabinetu ministra finansów Grzegorza Kołodko. Uczestniczył także w latach 1994–1997 w spotkaniach Międzynarodowego Funduszu Walutowego i Banku Światowego oraz Światowym Szczycie Gospodarczym w Davos. Był następnie doradcą prezesa zarządu Banku Handlowego w Warszawie (1997–1998), prezesem Banku Handlowego Vostok A.O. (w organizacji) (1998–2000), ponownie dyrektorem moskiewskiego przedstawicielstwa BPH (2000–2001) oraz doradcą prezesa Banku Gospodarki Żywnościowej (2001–2002).
Od 10 lipca 2002 do 23 czerwca 2003 pełnił funkcję podsekretarza stanu w Ministerstwie Finansów. W oświadczeniu złożonym przy objęciu fotela wiceministra przyznał, że był pracownikiem Departamentu I Służby Bezpieczeństwa MSW. Został później szefem Wydziału Ekonomiczno-Handlowego Ambasady RP w Moskwie, a później radcą-ministrem w tym wydziale i kierownikiem wydziału promocji, handlu i inwestycji.